# The Dick Powell Show
The Dick Powell Show es una serie de antología estadounidense emitida por NBC desde 1961 hasta 1963, principalmente patrocinada por Reynolds Metals Company. Fue presentada por la estrella de cine Dick Powell hasta su muerte por cáncer linfático el 2 de enero de 1963, entonces por una serie de invitados (bajo el título revisado The Dick Powell Theater) hasta el final de la serie. El primer invitado fue Gregory Peck, quien empezó el programa del 8 de enero con un tributo a Powell, reconociéndole como "un gran y buen amigo de nuestra industria." Peck fue seguido de compañeros actores tales como Robert Mitchum, Frank Sinatra, Glenn Ford, Charles Boyer, Jackie Cooper, Rock Hudson, Milton Berle, Jack Lemmon, Dean Martin, Robert Taylor, Steve McQueen, David Niven, Danny Thomas, Robert Wagner y John Wayne.

## Visión general

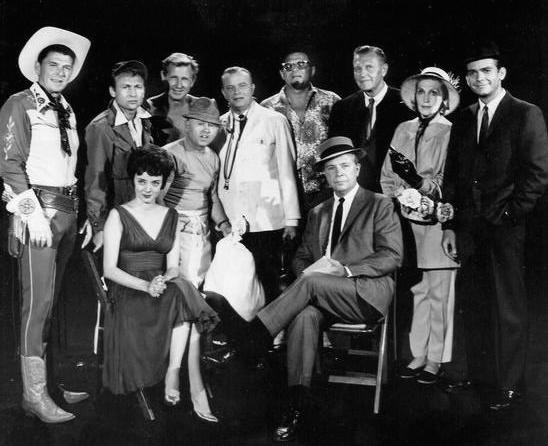
Estrellas invitadas para el estreno del episodio "Who Killed Julie Greer?". De pie, desde la izquierda: Ronald Reagan, Nick Adams, Lloyd Bridges, Mickey Rooney, Edgar Bergen, Jack Carson, Ralph Bellamy, Kay Thompson, Dean Jones. Sentados, desde la izquierda, Carolyn Jones y Dick Powell.

La serie es una antología de varios dramas y comedias. Presenta muchas estrellas, productores y directores en etapas tempranas de sus carreras, incluyendo a Aaron Spelling, William Friedkin, y Bruce Geller. Blake Edwards escribió y dirigió un gran número de episodios incluyendo los dos presentados por Robert Vaughn como un ojo privado de la Ivy League conocido como The Boston Terrier. Varios episodios, incluyendo aquellos presentando "The Boston Terrier", doblado como pilotos para potenciales series de Four Star, incluyendo el infructuoso intento de revivir The Westerner en un ambiente moderno, presentando a Lee Marvin en el papel original de Brian Keith. El piloto original para Burke's Law ("Who Killed Julie Greer?"), protagonizando a Powell como "Amos Burke", apareció como el episodio debut de la serie, presentando a Ronald Reagan (quien más tarde serviría como Gobernador de California, y se convertiría en el 40.º Presidente de los Estados Unidos).
Dick Powell's Zane Grey Theater se emitió en CBS a finales de la década de los 50, pero cambió de cadena para su última serie. The Dick Powell Show fue una de las muchas producciones de Four Star Television. El tema de la serie, "More Than Love" {también conocido como "Thema de The Dick Powell Show"}, y la mayoría de composiciones musicales escuchadas a través de la serie, fue trabajo de Herschel Burke Gilbert.